# Saint-Synode de l'Église de Grèce
Ne doit pas être confondu avec le Saint-Synode de la hiérarchie catholique de Grèce, catholique.
Le Saint-Synode de l'Église de Grèce regroupe les métropolites relevant des deux patriarcats autocéphales associés depuis 1928 au sein du Saint-Synode qui coordonne l'organisation de l'Église orthodoxe en Grèce :
1. dans le nord-ouest, le nord, l'est et le sud insulaire du pays, celui de Constantinople officiellement intitulé « Patriarcat œcuménique de Constantinople » ;
2. dans le centre et le l'ouest du pays, celui d'Athènes officiellement intitulé « Église de Grèce ».

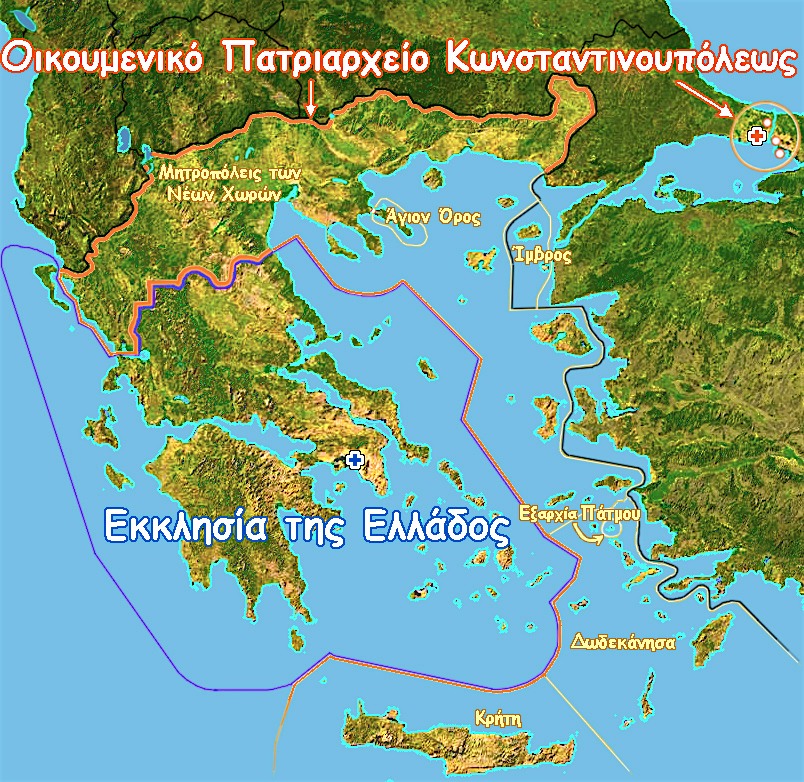
Les deux patriarcats qui se partagent la juridiction ecclésiastique orthodoxe en Grèce : Constantinople et Athènes.

Les métropolites titulaires d'un siège épiscopal situé dans les « Nouveaux territoires » grecs de 1912 relèvent toujours nominalement du Patriarcat œcuménique de Constantinople mais sont « à titre provisoire » membres à part entière du synode de l'Église orthodoxe de Grèce. Cette situation très particulière et exceptionnelle dans l'Église orthodoxe, procède d'un accord signé en 1928 entre les deux Églises. Ces métropolites du Patriarcat sont notés ci-dessous POC de 1 à 35.
Les bureaux de Saint-Synode sont situés dans le quartier athénien de Kolonáki, à proximité immédiate du monastère de Petrákis.

## Hiérarques chargés d'un archevêché ou d'une métropole
(selon l'ancienneté de leur sacre épiscopal)
- Hiéronyme II, Archevêque d' Athènes et de toute la Grèce 4 octobre 1981
- Séraphin de Karystia et Skyros 24 novembre 1968  (Eubée)
- Séraphin de Stagi et des Météores 31 mai 1970  (Thessalie)
- Procope de Philippes, Néapolis et Thassos 25 mai 1974  (Macédoine) POC 1
- Procope de Néa Krini et Kalamaria 26 mai 1974  (Thessalonique) POC 2
- Bartholomée de Mégare et Salamine 27 mai 1974  (Attique)
- Anthyme de Thessalonique 14 juillet 1974  (Macédoine) POC 3
- Tite de Paramythia, Filiatès, Géromère et Parga 17 juillet 1974  (Épire) POC 4
- Théoclète de Ioannina 26 octobre 1975  (Épire) POC 5
- Chrysostôme de Péristérion 22 février 1976  (Attique)
- Serge de Grévéna 15 août 1976  (Macédoine) POC 6
- Spyridon de Céphalonie 15 août 1976  (île ionnienne)
- Ambroise de Kalavryta et Aighialeo 17 août 1976 (Péloponnèse)
- Alexis de Triki et Stagi 22 août 1976  (Thessalie)
- Nicolas de Karpenission 28 janvier 1979  (Grèce centrale)
- Eustathe de Monemvassia et Sparte 31 août 1980  (Péloponnèse)
- Germain de l'Élide 3 octobre 1981 (Péloponnèse)
- Alexandre de Mantinée et Cynourie 5 mai 1984 (siège à Tripoli, Péloponnèse)
- Chrysostôme de Méthymne 6 mai 1984   (siège à Kaloni, Lesbos) POC 7
- Jacques d'Argolide 23 novembre 1985  (Péloponnèse)
- Agathonique de Kitros, Katérini et Platamon 24 novembre 1985 (Macédoine) POC 8
- Athénagoras de Phocide 28 septembre 1986 (siège à Amphissa, Grèce centrale)
- Jacques de Mytilène, Éressos et Plomarion 20 novembre 1988 (mer Égée) POC 9
- Ignace d'Arta 21 novembre 1988 (Épire)
- Hiérothée de Lemnos et Saint-Eustrate 22 novembre 1988  (mer Égée) POC 10
- Démétrios de Gouménissa, Axioupolis et Polykastron 15 octobre 1989 (Macédoine) POC 11
- Ignace de Larissa et Tyrnavos 28 mai 1994 (Thessalie)
- Constantin de Néa Ionia et Philadelphie 29 mai 1994 (Attique)
- Pantéleimon de Berrée, Naoussa et Campania 29 mai 1994 (Macédoine) POC 12
- Damascène de Didymotique et Orestias 27 janvier 1995 (Thrace) POC 13
- André de Dryïnoupolis, Pogoniani et Konitsa 28 janvier 1995  (siège à Delvinako, Épire) POC 14
- Pantéleimon de Xanthi et Périthéorion 29 janvier 1995 (Thrace) POC 15
- Alexis de Nikaia 29 janvier 1995 (Attique)
- Hiérothée de Naupacte et Saint-Blaise 20 juillet 1995 (Étolie)
- Basile d'Élasson 21 juillet 1995 (Thessalie) POC 16
- Eusèbe de Samos et Icarie 22 juillet 1995 (mer Égée) POC 17
- Séraphin de Kastoria 5 octobre 1996 (Macédoine) POC 18
- Nicolas de Phthiotide 6 octobre 1996 (siège à Lamia, Grèce centrale)
- Chrysostome du Magne anciennement de Ghytheion et Itylon 6 octobre 1996 (Péloponnèse)
- Ignace de Démétrias et Almyros 10 octobre 1998 (siège à Volos, Thessalie)
- Cyrille de Thessalliotis et Phanariophersala 18 octobre 1998 (Thessalie)
- Daniel de Kessariani, Byron et Hymittos 22 janvier 2000  (Attique)
- Théoclète de Florina, des lacs Prespa et d'Éordaia 23 janvier 2000 (Macédoine) POC 19
- Nicodème de Cassandrie 13 janvier 2001 (siège à Polygiros, Calchidique) POC 20
- Éphrème d'Hydra, Spétsès et Égine 14 janvier 2001 (Argosaronique)
- Séraphin du Pirée 21 janvier 2001 (Attique)
- Théologue de Serrès et Nigrita 14 octobre 2001 (Macédoine) POC 21
- Dorothée de Syros, Tinos, Andros, Kéa, Milo et Myconos 15 décembre 2001 (mer Égée)
- Macaire de Sidérocastro 16 décembre 2001 (Macédoine)  POC 22
- Chrysostome de Chalcis 17 décembre 2001 (Eubée)
- Syméon de Néa Smýrni 12 octobre 2002 (Attique)
- Nectaire de Corfou, Paxi et des îles Diapontiennes 13 octobre 2002  (îles ioniennes)
- Paul de Glyfáda 14 octobre 2002 (Attique)
- Joël d'Édesse, Pella et Almopia 15 octobre 2002 (Macédoine) POC 23
- Épiphane de Théra, Amorgos et des îles 11 janvier 2003 (mer Égée)
- Hiérothée de Zichnai et Névrokopion 17 mai 2003 (siège à Néa Zichni, Macédoine) POC 24
- Chrysostome d'Élefthéroupolis 28 avril 2004 (Macédoine) POC 25
- Paul de Servia et Kozani 29 avril 2004 (Macédoine) POC 26
- Nicolas de la Mésogée et de la Lavréotique 30 avril 2004 (Attique)
- Anthyme d'Alexandroupolis, Trajanoupolis et Samothrace 9 octobre 2004 (Thrace) POC 27
- Barnabé de Néapolis et Stavroupolis 10 octobre 2004  (Macédoine) POC 28
- Chrysostome de Patras 20 février 2005  (Péloponnèse)
- Séraphin de Cythère 2 juillet 2005  (mer Égée)
- Côme d'Étolie et d'Acarnanie 8 octobre 2005  (Grèce centrale)
- Paul de Drama 9 octobre 2005 (Macédoine) POC 29
- Paul de Sisanion et Siatista 4 mars 2006  (Macédoine) POC 30
- Jérémie de Gortyne et Mégalopolis 14 octobre 2006 (Péloponnèse)
- Denys de Corinthe 14 octobre 2006  (Péloponnèse)
- Chrysostome de Triphylie et Olympie 17 mars 2007 (Péloponnèse)
- Chrysostome de Messénie 15 mars 2007  (Péloponnèse)
- Théophile de Leucade et Tthaque 27-6-2008 (îles ioniennes)
- Georges de Thèbes et Livadia 28 juin 2008  (Grèce centrale)
- Callinique de Paronaxie 30 juin 2008  (mer Égée)
- Emmanuel de Polyani et Kilkis 17 octobre 2009 (Macédoine) POC 31
- Athénagoras d'Ilion, Acharnès et Pétroupolis 13 mai 2010 (Attique)
- Denys de Zante 13 mai 2010  (île ionienne)
- Cyrille de Kifisia, Amarousio et Oropos 14 mai 2010 (Attique)
- Jean de Langadas 16 mai 2010 (Thessalonique) POC 32
- Marc de Chio, Psara et Inoussès 8 octobre 2011 (mer Égée) POC 33
- Chrysostome de Nicopolis et Prévéza 6 octobre 2012  (siège à Prévéza, Épire) POC 34
- Théoclète d'Iérissos, de la Sainte-Montagne et d'Ardaméri 7 octobre 2012 (Macédoine) POC 35

Métropolites portant un titre sans évêché :
- Basile d'Euripe 18-12-1968
- Euthyme d'Achéloos 22-12-1968
- Chrysostôme de Dodone 16-8-1976
- Pierre de Christoupolis 27-1-1995
- Alexandre de Stavropégion 26-7-1996
- Théoclète de Vresthène 15-10-1999
- Jean des Thermopyles 14-10-2000
- Athanase d'Achaïe 15-10-2000
- Damascène de Vélestinon 12-1-2003
- Pantéleimon de Koronia 14-1-2003

Évêques auxiliaires :
- Paul de Néochorion 28-1-1995
- Méliton de Marathon 29-1-1995
- Procope de Christianoupolis 18-10-2009
- Séraphin de Rendina 24-10-2009
- Théoctiste d'Androusa 25-10-2009
- Callinique d'Épidaure 26-10-2009
- Athanasius d'Oléna 01-11-2009
- Dorothée d'Éleusis 07-11-2009
- Gabriel de Diavlias 9-10-2011

Évêque portant un titre sans évêché :
- Agathange du Phanar 13-1-2003
- Polycarpe de Tanagra 22-5-2010
- Antoine de Salona 10-3-2012
- Jacques de Thaumaque 11-3-2012

Hiérarques honoraires :
- Agathonique anciennement de la Mésogée et de la Lavréotique 26-5-1974
- Callinique anciennement du Pirée 25-10-1975
- Christodoulos anciennement d'Avlona 28-7-1996
- Ambroise anciennement de Kozani 11-5-1998